# ماسااکی موری
ماسااکی موری (به انگلیسی: Masaaki Mori) بازیکن فوتبال اهل ژاپن و عضو تیم ملی فوتبال ژاپن است که در تاریخ ۰۲ ژوئن ۱۹۸۸ میلادی اولین بازی ملی‌اش را انجام داد. او در ۸ بازی ملی حضور داشت و آخرین بازی ملی خود را در تاریخ ۴ ژوئن ۱۹۸۹ میلادی انجام داد. ماسااکی موری در بازی‌های ملی‌اش
گلی به ثمر نرساند.